# Wolfgang Haendly
Wolfgang Haendly (* 6. Juli 1911 in Berlin; † 10. September 1996 ebenda) war ein deutscher römisch-katholischer Geistlicher, Theologe und Berliner Dompropst.

## Leben
Wolfgang Haendly studierte am Pontificium Collegium Germanicum et Hungaricum de Urbe in Rom Philosophie und Katholische Theologie und empfing auch dort die Priesterweihe. 1932 wurde er zum Dr. phil. promoviert. Ab 1935 war er in verschiedenen Funktionen in der Berliner Diözese tätig. 1937 wurde er Kaplan an der St.-Petrus-Kirche und war von 1938 bis 1943 einer der Kapläne an der St. Hedwigs-Kathedrale unter dem durch die Nationalsozialisten verfolgten und 1943 verstorbenen Dompropst Bernhard Lichtenberg. Er absolvierte 1942/43 einen Kuraufenthalt in Lech am Arlberg und war ab 1943 als Administrator in Wolgast tätig. 1945 wurde er Kaplan in St. Antonius in Berlin-Friedrichshain. Nach einer erneuten Auszeit mit einem Kuraufenthalt in Arosa (1947–1951) war er von 1951 bis 1958 Domvikar und Ordinariatssekretär. Er hatte die Leitung des Theologenreferats (1953–1981), der Liturgischen Kommission für West-Berlin (1964–1981), Abteilung für Sonderseelsorge (1967–1981), Theologische Grundsatzfragen (1978–1985), Einsatz und Dienstaufsicht der Priester (1978–1985) und Ökumene (1978–1985) inne. 

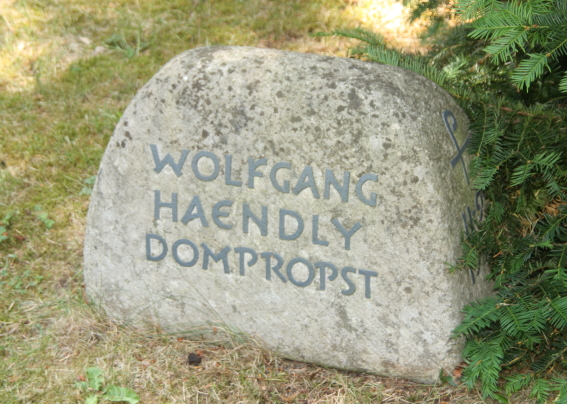
Grabstein auf dem Hedwigsfriedhof in Berlin-Reinickendorf

1953 wurde er zum Ordinariatsrat im Erzbistum Berlin ernannt. Am 21. Februar 1963 erfolgte die Ernennung zum Dompropst. Anfang 1987 übergab er das Amt an Otto Riedel.
Mit den Berliner Bischöfen Alfred Kardinal Bengsch und Joachim Kardinal Meisner setzte er sich von 1963 bis 1987 für die kirchliche Einheit des politisch geteilten Bistums Berlins ein.
Er war seit 1957 Dozent und von 1964 bis 1976 Honorarprofessor an der Hochschule für Musik für die Fächer Liturgie und Kirchenkunde. Er war Komtur des Ritterordens vom Heiligen Grab.
Sein Grab befindet sich auf dem Domfriedhof St. Hedwig in Berlin-Reinickendorf.

## Ehrungen
- Ernennung zum Päpstlichen Geheimkämmerer durch Papst Johannes XXIII. (1959)
- Ernennung zum Apostolischen Protonotar durch Papst Johannes XXIII. (1961)
- Investitur in den Ritterorden vom Heiligen Grab zu Jerusalem (1975)
- Ehrendomherr (1987)